# Cuerpo real (candlestick)

## Cuerpo real
En terminología candlestick, un tipo de análisis técnico originado en Japón en el siglo XVIII, cada día o sesión bursátil está formado por cuatro precios relevantes, el máximo, el mínimo, la apertura y el cierre. La diferencia entre el cierre y la apertura forman el cuerpo real, y se grafica en forma de rectángulo. Si el cierre se produce por debajo de la apertura se colorea de negro, si se produce por encima de la apertura se queda en blanco.

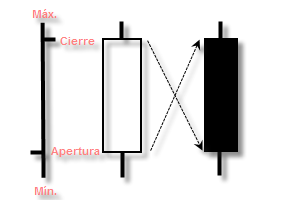
Candlestick básico